# Coby Bryant
Coby Bryant (Cleveland, 29 marzo 1999) è un giocatore di football americano statunitense che milita nel ruolo di cornerback per i Seattle Seahawks della National Football League (NFL).

## Carriera universitaria
Bryant giocò principalmente negli special team nella sua prima stagione all’Università di Cincinnati. Fu nominato titolare nel suo secondo anno e totalizzò 33 tackle e 2 intercetti. Nella terza stagione ebbe 54 tackle, 8 passaggi deviati e un intercetto. Nel 2021 vinse il Jim Thorpe Award come miglior defensive back a livello universitario della nazione.

## Carriera professionistica
Bryant fu scelto nel corso del quarto giro (109º assoluto) del Draft NFL 2022 dai Seattle Seahawks. Debuttò come professionista subentrando nel Monday Night Football del primo turno vinto contro i Denver Broncos senza fare registrare alcuna statistica. Due settimane dopo mise a segno il suo primo sack su Marcus Mariota degli Atlanta Falcons. La sua annata si chiuse con 70 tackle, 2 sack, 4 passaggi deviati e al terzo posto nella NFL con 4 fumble forzati disputando tutte le 17 partite, di cui 6 come titolare.
Il 14 ottobre 2023 Bryant fu inserito in lista infortunati per un problema a un piede. Tornò nel roster attivo il 23 novembre. La sua seconda stagione si chiuse con 18 placcaggi e un fumble forzato in nove presenze, di cui due come titolare.
Nel settimo turno della stagione 2024 Bryant, partito come titolare al posto dell'infortunato Tariq Woolen, guidó la squadra con 9 placcaggi, un intercetto su Kirk Cousins e un passaggio deviato nella vittoria sugli Atlanta Falcons. Nella vittoria del dodicesimo turno contro gli Arizona Cardinals mise a segno un intercetto su Kyler Murray ritornando il pallone per 69 yard in touchdown, esultando come in un famoso touchdown di Marshawn Lynch. La sua partita terminò con sei placcaggi, venendo premiato come miglior difensore della NFC della settimana. Si ripeté due settimane dopo ancora contro i Cardinals, mettendo a segno un intercetto e un fumble forzato nella vittoria per 30-18.

## Palmarès
- Difensore della NFC della settimana: 1

12ª del 2024